# Côlon sigmoïde
Pour les articles homonymes, voir Sigmoïde.
Le côlon sigmoïde (ou côlon pelvien) est une partie du côlon. C'est une boucle située entre la fosse iliaque gauche de l'abdomen et le petit bassin. Il fait suite au côlon descendant en haut, et est relié au rectum en bas.
Il est mobilisable (on peut passer la main dessous lors d’une dissection ou une opération chirurgicale), les vaisseaux qui l’irriguent peuvent donc subir des torsions, entraînant une nécrose des tissus. Il est retenu par le mésocôlon sigmoïde, qui assure son innervation et sa vascularisation.
Il est vascularisé par les artères sigmoïdiennes issues de l’artère mésentérique inférieure.